# Акен, Адольф Фридрих
Адольф Фридрих Акен (нем. Adolf Friedrich Aken; 24 сентября 1815, Бад-Швартау — 26 октября 1870) — немецкий филолог и педагог XIX века.
Получил первоначальное образование в Иоганнеуме в Люнебурге, затем с 1835 по 1839 год учился в Гёттингенском университете, где среди его учителей были, в частности, Якоб Гримм и Карл Отфрид Мюллер.
В 1844 году Адольф Фридрих Акен был назначен помощником учителя в Люнебурге и проработал на этой должности около двух лет. В 1846 году Акен становится учителем в Гюстрове, а затем и старшим учителем.
Труды Акена были связаны, в основном, с изучением глагольных форм в древнегреческом языке. Он опубликовал также школьный учебник грамматики древнегреческого языка (нем. Griechische Schulgrammatik; Берлин, 1868).